# Stazione di Harrogate
La stazione di Harrogate (in inglese Harrogate railway station) è la principale stazione ferroviaria di Harrogate, in Inghilterra.